# Ébredj, magyar!
Az Ébredj, magyar!, Hungarista induló vagy közkeletű nevén Szálasi-induló 1935-ben vagy azelőtt szerzett, a nyilaskeresztes mozgalomról és vezetőjéről, Szálasi Ferencről szóló induló. Szövegét Uy Károly és Bitskey Miklós írták, zenéjét Sámy Zoltán szerezte.
1935-től több szélsőjobboldali szervezet, köztük a Magyar Nemzeti Szocialista Párt indulója volt. A Horthy-korszak idején a dal tiltottnak számított, terjesztését büntették, és Sámy ellen a szélsőjobboldali témájú dalai publikációját követően eljárás indult.
Dallamának eleje a nyilas hatalomátvételt követően a Magyar Világhíradó helyett publikált Hungarista Híradó bevezető zenéje volt.
A második világháború után a dalt az Ideiglenes Nemzeti Kormány a Fasiszta, szovjetellenes, antidemokratikus sajtótermékek II. számú jegyzéke szerint betiltotta.
1998-ban a Hunnia rockegyüttes feldolgozta és kiadta Hazatérés című albumán. A dalszöveget átírták és a nyilaskeresztes mozgalomra, illetve Szálasi Ferencre vonatkozó részeket törölték belőle.

## Szövege
Ébredj magyar, az ősi föld veszélyben!

Elvész a fajtánk, hogyha nem merünk!

Velünk az Isten száz csatán keresztül,

Nem veszhetünk el, csak mi győzhetünk!

Rabokká váltunk ősapáink földjén,

De már a hajnal jön, hasadni kezd,

Ha összefog most magyar a magyarral,

Győzelemre visz majd a nyilaskereszt,

Szálasi Ferenc!

## Külső hivatkozások
- Korabeli felvétel (1944 k.)
- Hunnia: Ébredj, magyar!